# Scopula eberti
Scopula eberti là một loài bướm đêm trong họ Geometridae.